# Сакоку

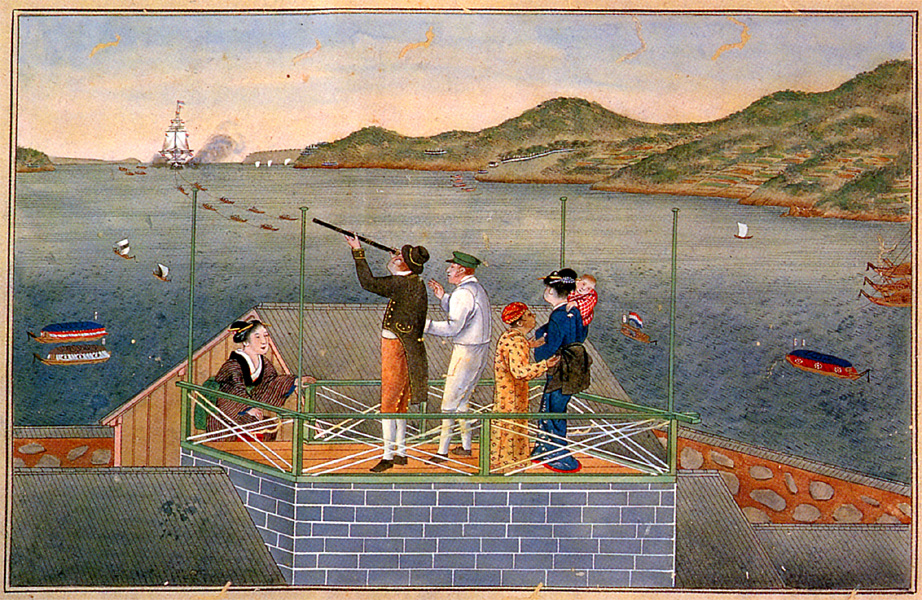
Филипп Франц фон Зибольд со своей японской женой и их дочерью Кусумото Инэ наблюдают в подзорную трубу за прибывающим голландским судном. Автор Кавахара Кейга

Сако́ку (яп. 鎖国, буквально «страна на цепи»), также самоизоля́ция Япо́нии — внешняя политика самоизоляции Японии от внешнего мира, которая была введена после восстания крестьян в Симабаре и проводилась сёгунами из рода Токугава в течение двух веков, с 1641 по 1853 год.

## Предпосылки
В середине XVI века на японских островах завязалась оживлённая торговля с европейцами. В 1542 году там появились португальцы, а в 1580 году — испанцы. В Японию европейские купцы, пираты и миссионеры привозили изделия из Китая (главным образом, шёлк), а также европейское огнестрельное оружие. Оттуда же вывозилось золото, серебро и невольники. Появившись в Японии вместе с купцами, иезуиты (Франциск Ксаверий и др.) стали проповедовать католичество, что вначале имело значительный успех в некоторых княжествах на юге Японии. Феодалы острова Кюсю не только принимали у себя иезуитов и давали им разрешение на свободную проповедь, на открытие школ и церквей, но и более того — принимали христианство сами и обращали в него своих вассалов. Они надеялись привлечь в свои порты побольше торговых кораблей, а главное — увеличить запасы необходимого им огнестрельного оружия. И сама поддержка европейцев могла сыграть большую роль в их борьбе с другими феодалами.
Появление европейцев на японских островах не только способствовало обострению междоусобных войн феодалов, давало толчок развитию морской торговли, но и вызывало опасность подчинения Японии европейскими колонизаторами, ведь испанцы и португальцы принимали участие в междоусобных войнах на стороне южных феодалов. В реальности европейской угрозы японцы могли убедиться на примере захваченных испанцами Филиппин. Существовала также и ощутимая опасность от маньчжуров, подчинивших своей власти Китай и Корею.
Главной причиной самоизоляции стала внутренняя нестабильность в стране, угрожавшая власти феодального класса. Развитие внешней торговли в XV—XVI веках вызвало рост прослойки богатых горожан в морских портах. Их влияние, обусловленное огромными богатствами, стало настолько значительным, что грозило подорвать сами устои феодального строя. Поэтому японским феодалам для сохранения своего положения было необходимо нанести удар растущему могуществу местной торговой буржуазии, запретив ей заниматься внешней торговлей. Торговля с иностранцами была передана монопольной компании, не только созданной и контролируемой правительством сёгуна, но и организованной с прямым участием правительства в качестве пайщика, что лишало источника обогащения как торговое сословие, так и южных феодалов.

## Борьба сёгуната против иностранного влияния

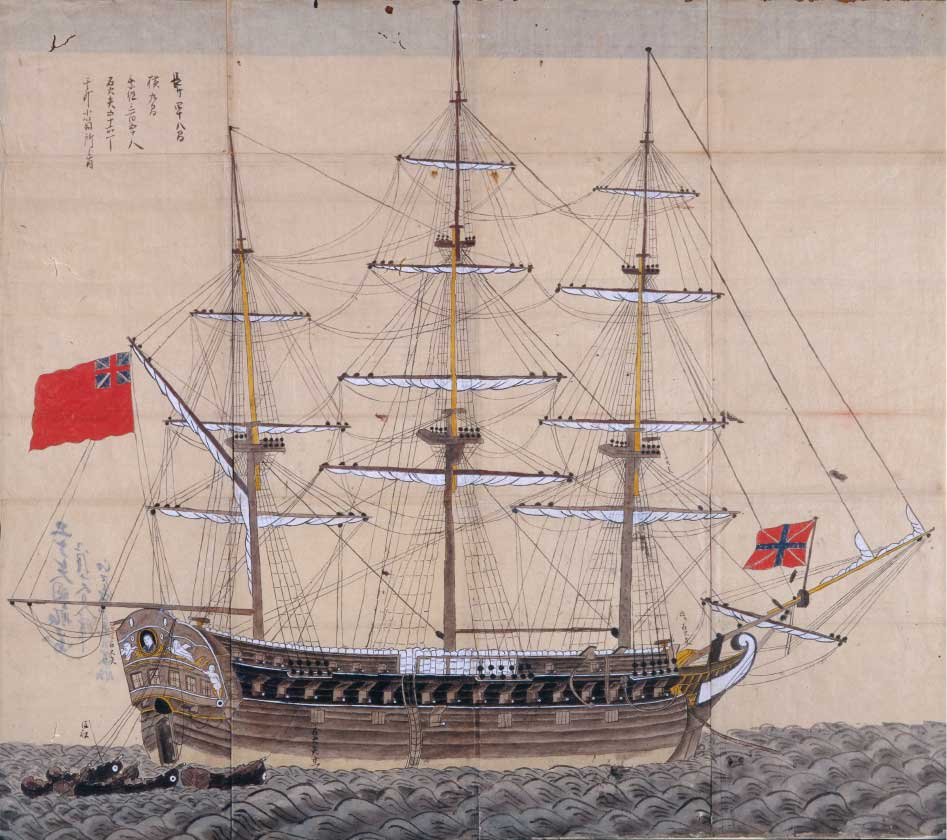
Японское изображение британского фрегата «Фаэтон», посетившего Нагасаки в 1808 году

После смещения чиновников, виновных в связях с иностранцами, и подтверждения указа о запрещении миссионерской деятельности христиан (запреты начались ещё при экспансионисте Тоётоми Хидэёси) токугавское правительство перешло к решительным действиям — несколько христиан были казнены, а в 1614 году особым указом было введено полное и безоговорочное запрещение иноземной религии. В 1630 году прекращён ввоз европейских книг, а также китайских, где имелось малейшее упоминание о христианстве.
Под страхом смертной казни с 1636 года японцам запрещалось покидать территорию своей страны без особой правительственной санкции, а также строить большие суда, пригодные для дальних плаваний. Иностранные же купцы давали специальное обязательство заниматься только торговлей.
После подавления симабарского восстания крестьян-католиков сёгунат рядом указов окончательно «закрывает» страну для иностранцев, стремясь пресечь любое иностранное влияние. В 1638 году по указу сёгуна Токугавы Иэмицу из страны были высланы все португальцы, на испанцев репрессии были распространены ещё раньше. Все контакты с западным миром были монополизированы голландцами-кальвинистами, особое положение которых в стране было обеспечено их помощью в подавлении восстания католиков, а также отказом от проповедования христианства среди японцев. Два раза в год был разрешён заход голландских и китайских судов лишь в один порт в стране — Нагасаки.
Сведения о западных науках и культуре, называемые рангаку, проникали в Японию через голландскую торговую факторию на насыпном островке Дэдзима в гавани Нагасаки. Изоляционистская политика позволяла сёгунам жёстко контролировать торговлю с Кореей и Китаем, сводить к минимуму миссионерскую деятельность католических священников и не допускать колонизации островов европейцами.
Брешью в устройстве сакоку были визиты в Японию русских торговцев и мореплавателей, таких как Павел Лебедев-Ласточкин (1778), Николай Резанов (1804) и Василий Головнин с Андреем Хлебниковым (1811); последние были задержаны на острове Кунашире и провели в японском плену два года. Недовольство правительства вызывали также участившиеся случаи захода в японские гавани английских (фрегат «Фаэтон») и французских (Лаперуз) судов. Эти инциденты привели к ужесточению политики сакоку.

## Крах политики сакоку
В 1825 году вышел указ, требовавший открывать огонь по любому западному кораблю, который появится вблизи японских берегов.
Сочетание внешних факторов привело в середине XIX века к росту интереса европейских стран, и особенно США, к открытию торговли с Японией:
- Окончание запрета морской торговли и открытие в 1842 году цинского Китая для торговли с Европой и США[2], вкупе с присоединением Калифорнии к США в 1850 году, создало постоянный поток морских перевозок между Северной Америкой и Азией. Дополнительно, китобойная индустрия США, успешно развёртывавшаяся в северной части Тихого океана с середины XVIII века, нуждалась в безопасных гаванях, помощи в случае кораблекрушений, и надёжных станциях дозаправки;
- происходивший параллельно переход от парусного флота к паровому, основанному на сжигании угля, привёл к росту потребности американских торговцев в промежуточных базах, где торговые суда могли загрузиться углём и провизией во время длительного перехода из США в Китай. Сочетание выгодного географического положения и слухов о наличии значительных запасов угля в Японии сделали открытие японских портов для торговли с США приоритетным в глазах американского правительства;
- наконец, постоянный поток американских моряков, оказавшихся на берегах Японии из-за кораблекрушений и подвергавшихся плохому обращению со стороны японцев, побуждал правительство США к установлению прямых дипломатических отношений с Японией.

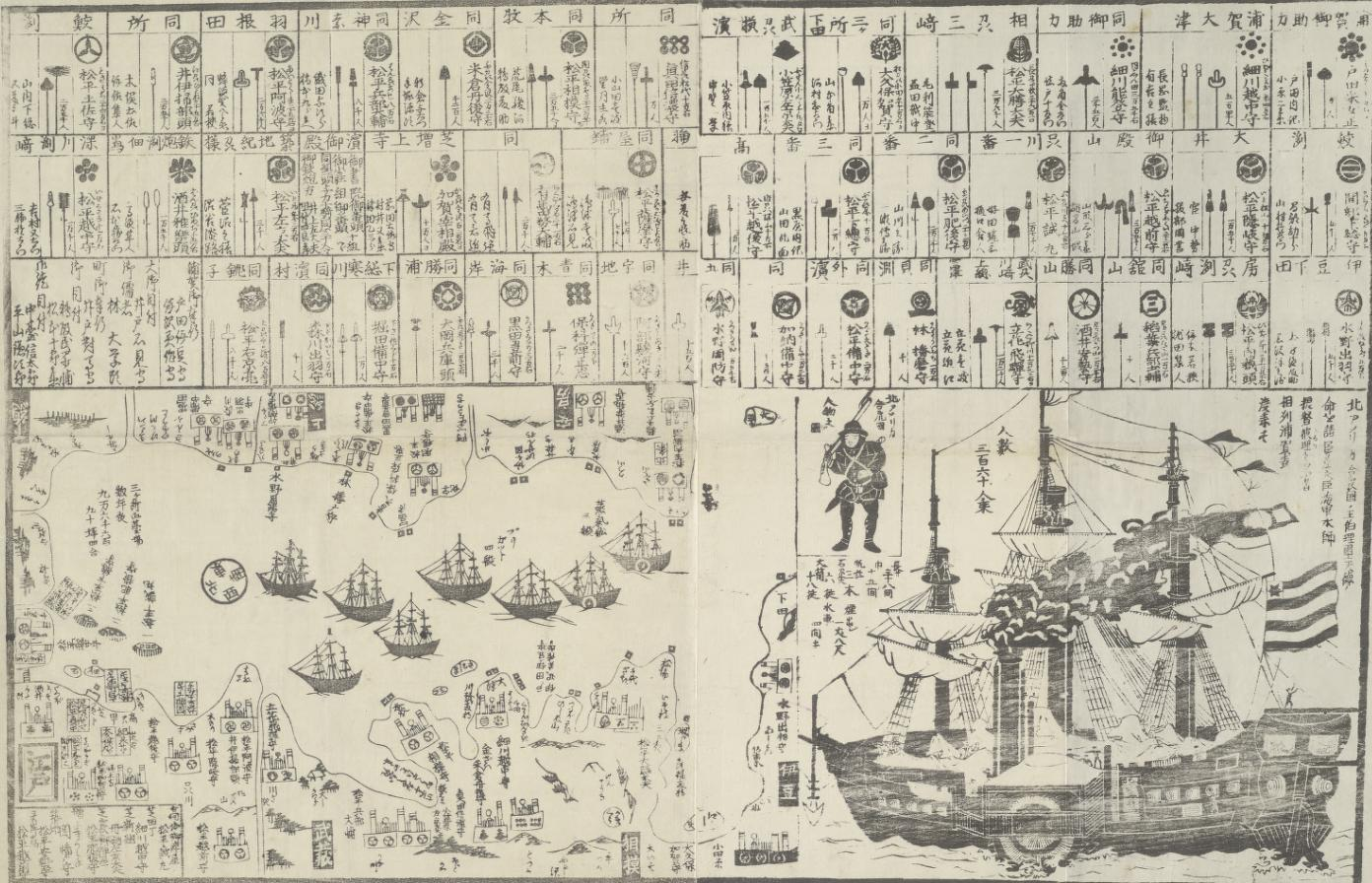
Экспедиция Перри на японской гравюре

Всё это привело правительство США к решению направить в Японию в 1853 году экспедицию ВМС США под командованием командора Перри, перед которой была поставлена задача добиться установления прямых дипломатических отношений с Японией. Действуя в духе дипломатии канонерок, «чёрные корабли» Перри под угрозой обстрела Эдо принудили Японию к заключению соглашения в Канагаве, открывшего Японию иностранной торговле и фактически положившего конец политике самоизоляции страны. Аналогичные договоры были вскоре заключены с Россией, Францией и Британией.
Подписание неравноправных договоров с иностранными державами; смерть сёгуна, не оставившего стране наследника; экономический кризис и эпидемии, ставшие следствием открытия страны для международной торговли — всё в совокупности привело страну к экономическому и политическому кризису, закончившемуся гражданской войной (1868—1869), в которой сторонники модернизации, сплотившиеся под лозунгом возврата власти императору (Реставрации Мэйдзи), победили сторонников сёгуната.
После Реставрации Мэйдзи (1868 год) новое правительство Японии взяло курс на модернизацию страны. Были сняты ограничения эпохи Сакоку, такие, как запрет покидать территорию страны, открыты для торговли все порты и так далее.